# Heron (patriarcha Antiochii)
Święty Heron także Herodion – biskup Antiochii w II wieku, swój urząd objął po Ignacym Antiocheńskim. Pełnił posługę biskupią przez około dwadzieścia lat. Zmarł śmiercią męczeńską w 136 r. Tradycja kościelna uznaje go za jednego z patriarchów Antiochii.